# اولشو (شهرستان سوکوووف)
اولشو (به لهستانی:  Olszew) یک روستا در لهستان است که در گمینا تسرانوو واقع شده‌است.